# Заплатіть Відьмакові карбованим сріблом
«Ки́ньте гріш Відьмако́ві», також «Заплаті́ть Відьмако́ві карбо́ваним срі́блом» (англ. Toss a Coin to Your Witcher; пол. Grosza daj Wiedźminowi) — пісня з телесеріалу Netflix «Відьмак». Авторами музики є Соня Бєлоусова та Джона Остінеллі на слова Дженні Клейна. Виконавцем оригінальної пісні є Джої Беті, а в українському дубляжі — Павло Скороходько. Ця пісня набула дуже великої популярності незабаром після прем'єри серіалу в кінці грудня 2019 року.

## Текст
Текст пісні заснований на подіях другого епізоду телесеріалу, в якому вперше зустрілися бард Любисток, автор пісні за сюжетом серіалу «Відьмак», і Ґеральта з Рівії, головного героя.

## Переклад українською

### Кавер-версія від LUMOS Orchestra
6 січня 2020 року вийшов кавер на YouTube-каналі LUMOS Orchestra «Відьмакові дай гроші!».

### Кавер-версія від Eileen
8 січня вийшов кавер на цю пісню від YouTube-блогерки з Рівного Олени Андросової (відомої як Eileen) «Киньте гріш Відьмакові», який набрав сотні тисяч переглядів. 31 березня вийшла оновлена версія каверу, яка також набрала понад 500 тисяч переглядів.

### Офіційний український дубляж від Netflix
19 листопада 2021 року перший сезон серіалу «Відьмак» був дубльований українською мовою, і рядок з пісні був перекладений як «Заплатіть Відьмакові карбованим сріблом». Любистка озвучив (включно з піснею) Павло Скороходько.

## Чарти
| Чарти (2020)                                 | Пікова позиція |
| -------------------------------------------- | -------------- |
| Австралія Australia Digital Tracks (ARIA)    | 22             |
| Угорщина (Single Top 40)                     | 9              |
| Нова Зеландія New Zealand Hot Singles (RMNZ) | 27             |
| Шотландія (Single Top 40)                    | 27             |
| Велика Британія (UK Singles Chart)           | 93             |